# Saint-Martin-Curton
Saint-Martin-Curton település Franciaországban, Lot-et-Garonne megyében. Lakosainak száma 305 fő (2022. január 1.). Saint-Martin-Curton Antagnac, Ruffiac, Poussignac, Beauziac, Pindères, Saint-Michel-de-Castelnau, Goualade, Marions, Sillas és Cours-les-Bains községekkel határos.

## Népesség
A település népessége az elmúlt években az alábbi módon változott:
| Lakosok száma | 291  | 225  | 232  | 274  | 302  | 303  | 313  | 308  | 306  | 305  |
|               | 1968 | 1982 | 1990 | 2006 | 2013 | 2015 | 2017 | 2019 | 2020 | 2022 |